# Lucia Laura Sangenito
Lucia Laura Sangenito, detta Laurina, vedova Abbondandolo (Sturno, 22 novembre 1910), è una supercentenaria italiana che, all'età di 114 anni e 271 giorni, risulta essere la persona più longeva in Italia dopo la morte di Claudia Baccarini avvenuta il 24 dicembre 2024. Si tratta inoltre della quinta persona più longeva vivente al mondo e della quinta persona più longeva di tutti i tempi tra quelle viventi o decedute in Italia.

## Biografia
Lucia Laura Sangenito nacque a Sturno il 22 novembre 1910. Si sposò all'età di 23 anni ed ebbe quattro figli, di cui due morirono subito dopo la nascita. Votò per la Repubblica nel referendum istituzionale italiano del 1946. Sua madre Filomena Ceriello morì l’11 settembre 1980 all'età di 101 anni e 230 giorni.
Suo marito Pasquale Abbondandolo è deceduto il 28 Settembre 2010, all'età di 98 anni, un mese prima del 100º compleanno di sua moglie. Nel maggio 2018, all'età di 107 anni, è caduta, fratturandosi il femore, e in seguito è stata sottoposta a un delicato intervento chirurgico. Al momento del suo 110º compleanno, aveva due nipoti e tre pronipoti. Quando è stata intervistata dal quotidiano online Ottopagine, ha detto: "Ho fatto molti sacrifici... Sono felice della mia vita, anche se morissi subito, sarei felice per quello che ho vissuto. Ringraziamo sempre Dio. Ciò che Lui vuole, io lo faccio. Mi ha dato questi anni e li sto prendendo". Si dice che preferisca pasti leggeri, non ami i dolci, abbia una preferenza per le verdure e che la sera le piaccia il brodo.
Sangenito vive a Sturno accudita dalla figlia Maria. Il 24 dicembre 2024, con la morte della coetanea Claudia Baccarini, la donna diventa la persona più longeva vivente in Italia. Il 14 agosto 2025 entra nella lista delle 100 persone più longeve al mondo la cui età sia stata verificata.